# كارلوس كوادراس
كارلوس كوادراس (بالإسبانية: Carlos Cuadras)‏ مواليد 24 أغسطس 1988 في ولاية سينالوا، المكسيك، هو ملاكم محترف مكسيكي يصنف ضمن فئة وزن الذبابة. حقق الميدالية الذهبية في دورة الألعاب الأمريكية 2007.

## إحصائيات
خاض خلال مسيرته 37 نزالا، فاز في 35 وتعادل في 1 وخسر في 1. فاز بالضربة القاضية في 27 نزالا.

## الميداليات
| الميدالية | المسابقة                    |
| --------- | --------------------------- |
| ذهبية     | دورة الألعاب الأمريكية 2007 |

## روابط خارجية
- كارلوس كوادراس على موقع بوكس ريك (الإنجليزية) (registration required)